# 1993-as Formula–1 San Marinó-i nagydíj
A San Marinó-i nagydíj volt az 1993-as Formula–1 világbajnokság negyedik futama.

## Futam
Imolában ismét Prost és Hill Williamse indult az első sorból, Schumacher, Senna és Wendlinger előtt.
A rajt után Hill és a Schumachert megelőző Senna is Prost elé került. Hill hamar nagy előnyre tett szert, míg Senna feltartotta francia csapattársát. Prost a 8. körben előzte meg Sennát, de boxkiállások után a brazil visszaelőzte. A 17. körben Prost a Tosa-kanyarban Sennát és Hillt is megelőzte, mivel riválisait feltartották a lekörözendőek. Ezzel egyidőben Senna megelőzte Hillt, aki 21. kiesett fékhiba miatt. Mindkét McLaren kiesett: Andretti a 33. körben kicsúszott, Senna a 43. körben hidraulikai hiba miatt. Ennek köszönhetően Schumacher lett a második a győztes Prost mögött. Wendlinger a harmadik helyen haladt, amikor motorhiba miatt kiesett a 49. körben, így Brundle harmadik, míg Jyrki Järvilehto negyedik lett a Sauberrel.
| Helyezés | #  | Versenyző            | Csapat/Motor          | Körök | Idő/Kiesés oka | Rajthely | Pontszám |
| -------- | -- | -------------------- | --------------------- | ----- | -------------- | -------- | -------- |
| 1        | 2  | Alain Prost          | Williams-Renault      | 61    | 1:33:20,413    | 1        | 10       |
| 2        | 5  | Michael Schumacher   | Benetton-Ford         | 61    | +32,410        | 3        | 6        |
| 3        | 25 | Martin Brundle       | Ligier-Renault        | 60    | +1 kör         | 10       | 4        |
| 4        | 30 | Jyrki Järvilehto     | Sauber                | 59    | Motorhiba      | 16       | 3        |
| 5        | 19 | Philippe Alliot      | Larrousse-Lamborghini | 59    | +2 kör         | 14       | 2        |
| 6        | 24 | Fabrizio Barbazza    | Minardi-Ford          | 59    | +2 kör         | 25       | 1        |
| 7        | 22 | Luca Badoer          | Lola-Ferrari          | 58    | +3 kör         | 24       |          |
| 8        | 12 | Johnny Herbert       | Lotus-Ford            | 57    | Motorhiba      | 12       |          |
| 9        | 10 | Szuzuki Aguri        | Footwork-Mugen-Honda  | 54    | +7 kör         | 21       |          |
| Kiesett  | 11 | Alessandro Zanardi   | Lotus-Ford            | 53    | Kicsúszás      | 20       |          |
| Kiesett  | 29 | Karl Wendlinger      | Sauber                | 48    | Motorhiba      | 5        |          |
| Kiesett  | 8  | Ayrton Senna         | McLaren-Ford          | 42    | Hidraulika     | 4        |          |
| Kiesett  | 27 | Jean Alesi           | Ferrari               | 40    | Kuplung        | 9        |          |
| Kiesett  | 23 | Christian Fittipaldi | Minardi-Ford          | 36    | Kormány        | 23       |          |
| Kiesett  | 7  | Michael Andretti     | McLaren-Ford          | 32    | Kicsúszás      | 6        |          |
| Kiesett  | 9  | Derek Warwick        | Footwork-Mugen-Honda  | 29    | Kicsúszás      | 15       |          |
| Kiesett  | 3  | Katajama Ukjó        | Tyrrell-Yamaha        | 22    | Motorhiba      | 22       |          |
| Kiesett  | 0  | Damon Hill           | Williams-Renault      | 20    | Fékek          | 2        |          |
| Kiesett  | 20 | Érik Comas           | Larrousse-Lamborghini | 18    | Motorhiba      | 17       |          |
| Kiesett  | 4  | Andrea de Cesaris    | Tyrrell-Yamaha        | 18    | Váltó          | 18       |          |
| Kiesett  | 14 | Rubens Barrichello   | Jordan-Hart           | 17    | Kicsúszás      | 13       |          |
| Kiesett  | 28 | Gerhard Berger       | Ferrari               | 8     | Váltó          | 8        |          |
| Kiesett  | 15 | Thierry Boutsen      | Jordan-Hart           | 1     | Váltó          | 19       |          |
| Kiesett  | 26 | Mark Blundell        | Ligier-Renault        | 0     | Kicsúszás      | 7        |          |
| Kiesett  | 6  | Riccardo Patrese     | Benetton-Ford         | 0     | Kicsúszás      | 11       |          |
| NK       | 21 | Michele Alboreto     | Lola-Ferrari          |       |                |          |          |

## A világbajnokság élmezőnyének állása a verseny után
| H  | Versenyzők         | Pont | H  | Konstruktőrök    | Pont |
| -- | ------------------ | ---- | -- | ---------------- | ---- |
| 1. | Ayrton Senna       | 26   | 1. | Williams-Renault | 36   |
| 2. | Alain Prost        | 24   | 2. | McLaren-Ford     | 26   |
| 3. | Damon Hill         | 12   | 3. | Benetton-Ford    | 12   |
| 4. | Michael Schumacher | 10   | 4. | Ligier-Renault   | 10   |
| 5. | Mark Blundell      | 6    | 5. | Lotus-Ford       | 7    |

## Statisztikák
Vezető helyen:
- Damon Hill: 11 (1-11)
- Alain Prost: 50 (12-61)

Alain Prost 46. (R) győzelme, 24. pole-pozíciója, 37. (R) leggyorsabb köre, 8. mesterhármasa (gy, pp, lk)
- Williams 63. győzelme.